# Golfe de Zula
 (mars 2024).
Si vous disposez d'ouvrages ou d'articles de référence ou si vous connaissez des sites web de qualité traitant du thème abordé ici, merci de compléter l'article en donnant les références utiles à sa vérifiabilité et en les liant à la section « Notes et références ».
Le golfe de Zula est un golfe de l'Érythrée qui donne sur la mer Rouge. Il se trouve à l'ouest de la péninsule de Buri et sépare les districts de Foro et de Ghelalo.
La ville de Zula et  le site archéologique d'Adulis sont situés à l'ouest du golfe.

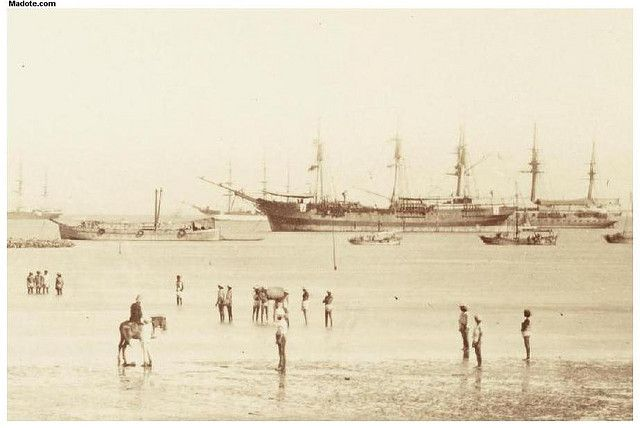
Le HMS Octavia dans le golfe de Zula au début de l'expédition britannique en Éthiopie (décembre 1867).